# 삿갓

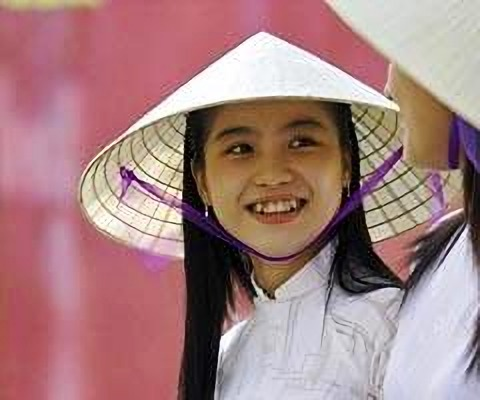
논라 모자를 쓴 베트남 여인

삿갓은 비나 눈 또는 햇볕을 피하기 위해 머리에 쓰는 갓이다. 동아시아, 동남아시아, 특히 부탄, 중국, 캄보디아, 인도네시아, 일본, 한국, 말레이지아, 미얀마, 필리핀, 만주, 베트남 등에서 다양한 형태로 만들어사용되고 있다.

## 용도
이러한 스타일의 모자는 주로 비와 햇볕을 막는 용도로 이용된다. 짚이나 매트로 만들어지면, 물에 적셔도 상관없고, 즉석 증발-냉각 장치로 쓰게 된다.
필리핀에서 농민들은 단순한 형태로 쓰고 다니지만, 신분이 높은 이들은 다양한 보석으로 장식을 하거나, 거북껍질로 만들거나 꼭대기에 창을 박아 넣는다. 이러한 것은 스페인 식민 통치 기간에 현지 군인들 특히, 타갈로그 족, 캄팜파간 족, 일로카노스 족들이 쓰고 다녔다.
중국에서는 보통 농부들이 착용했으며, 만주인들은 겨울에 둥근 모자를 보온용도로 사용되었다.

## 지역 명칭

### 대한민국
대한민국에서는 삿갓 또는 개립(蓋笠) 또는 삿갓과 도롱이를 묶어 사립(簑笠)이라고 부른다. 재료는 대나무나 갈대등으로 만든다. 대개 바깥에서 일하는 농민들이 많이 썼으며, 부녀자들이 외출시 사용했던 전모(氈帽)도 삿갓의 일종이며 지삿갓이라고 불렀다. 전모는 혜원 신윤복의 풍속화 《전모를 쓴 여인》에도 잘 나타나있다. 그리고 방랑 시인 김병연의 속칭이 김삿갓이다.

### 아시아
이 삿갓은 지역마다 명칭이 다르게 불리고 있다. 중국에서는 도우리(斗笠)라고 불리며, 글자 그대로 ‘한 사람(斗)이 쓰는 모자’라는 의미를 가지고 있다. 립모(笠帽), 또는 죽립(竹笠) 등의 명칭으로도 불린다. 일본에서는 스게가사(菅笠)라고 하며, 캄보디아에서는 도운(do'un), 말레이시아에서는 테렌닥(terendak ), 인도네시아에서는 카핑(caping)이라고 불린다. 버마에서는 카마우크(khamauk, ခမောက်)로 불린다.

### 베트남
베트남에서는 논라(nón lá)라고 불리며, ‘잎으로 만든 모자’라는 의미이다. 원뿔형 모자 중 베트남의 논라는 바닥에서 꼭지점까지 부드럽게 이어지는 완벽한 원뿔형 모양을 가지고 있다.

### 서양에서
영국인들은 (경멸적 의미로) 쿨리 모자(coolie hat)로 불렸으며, 일반적으로 영어권에서는 아시아 원뿔 모자(Asian conical hat) 또는 아시아 쌀모자(Asian rice hat), 농부모자(farmer's hat) 등의 명칭으로 불렸다.

## 사진 자료

### 조선

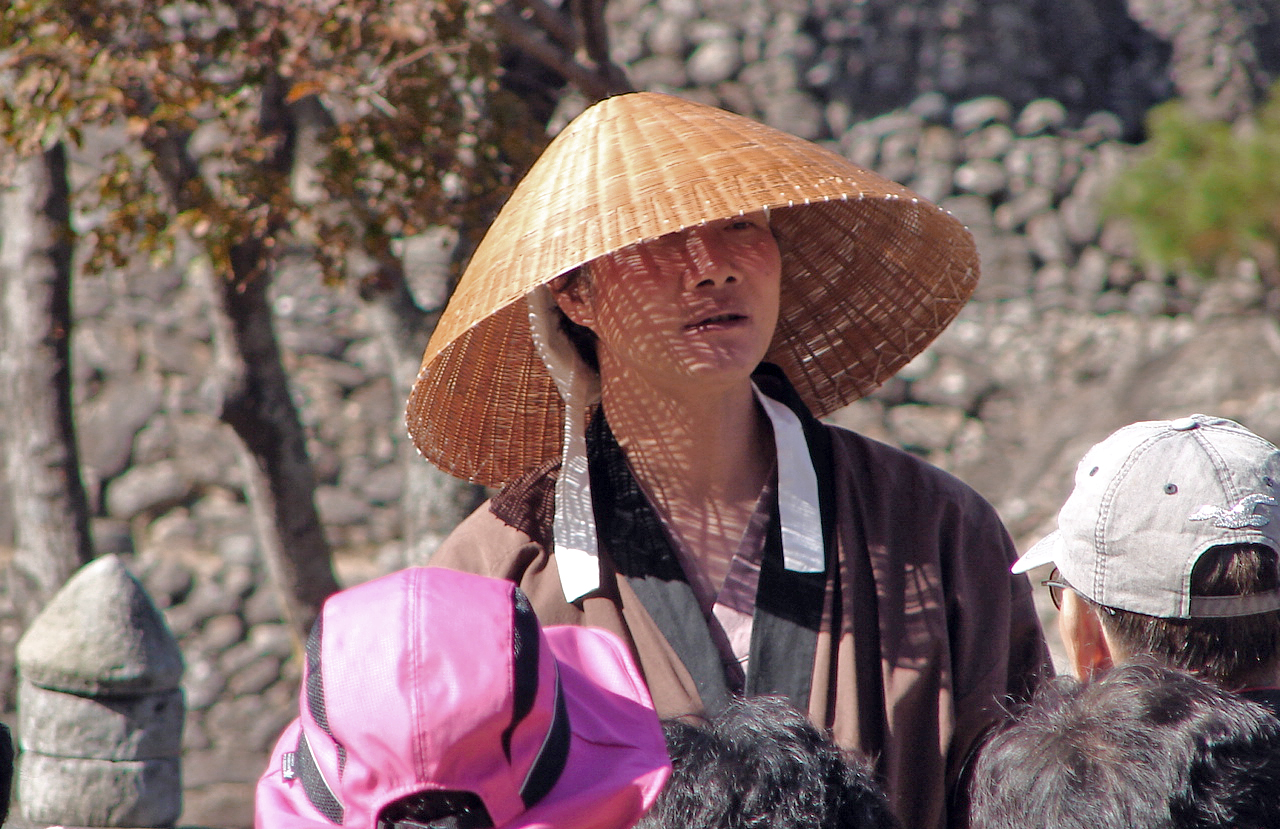
삿갓 의상
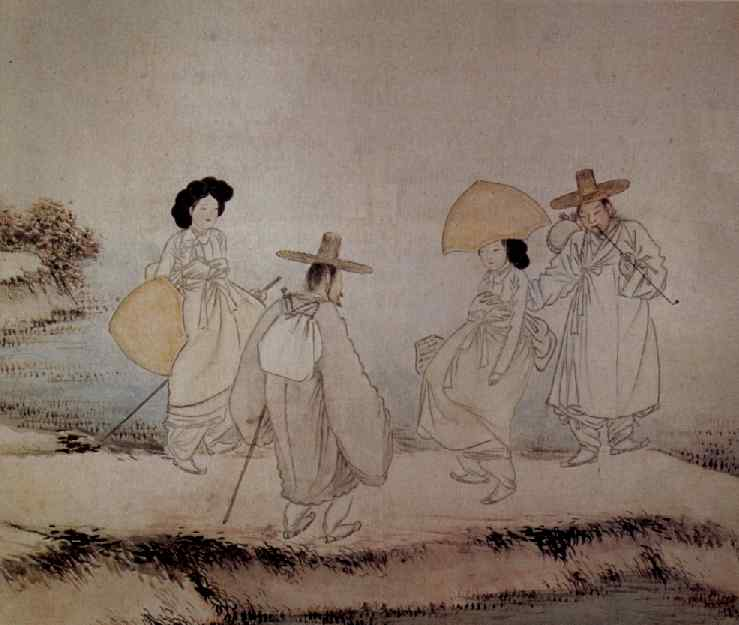
혜원풍속도첩 속의 삿갓
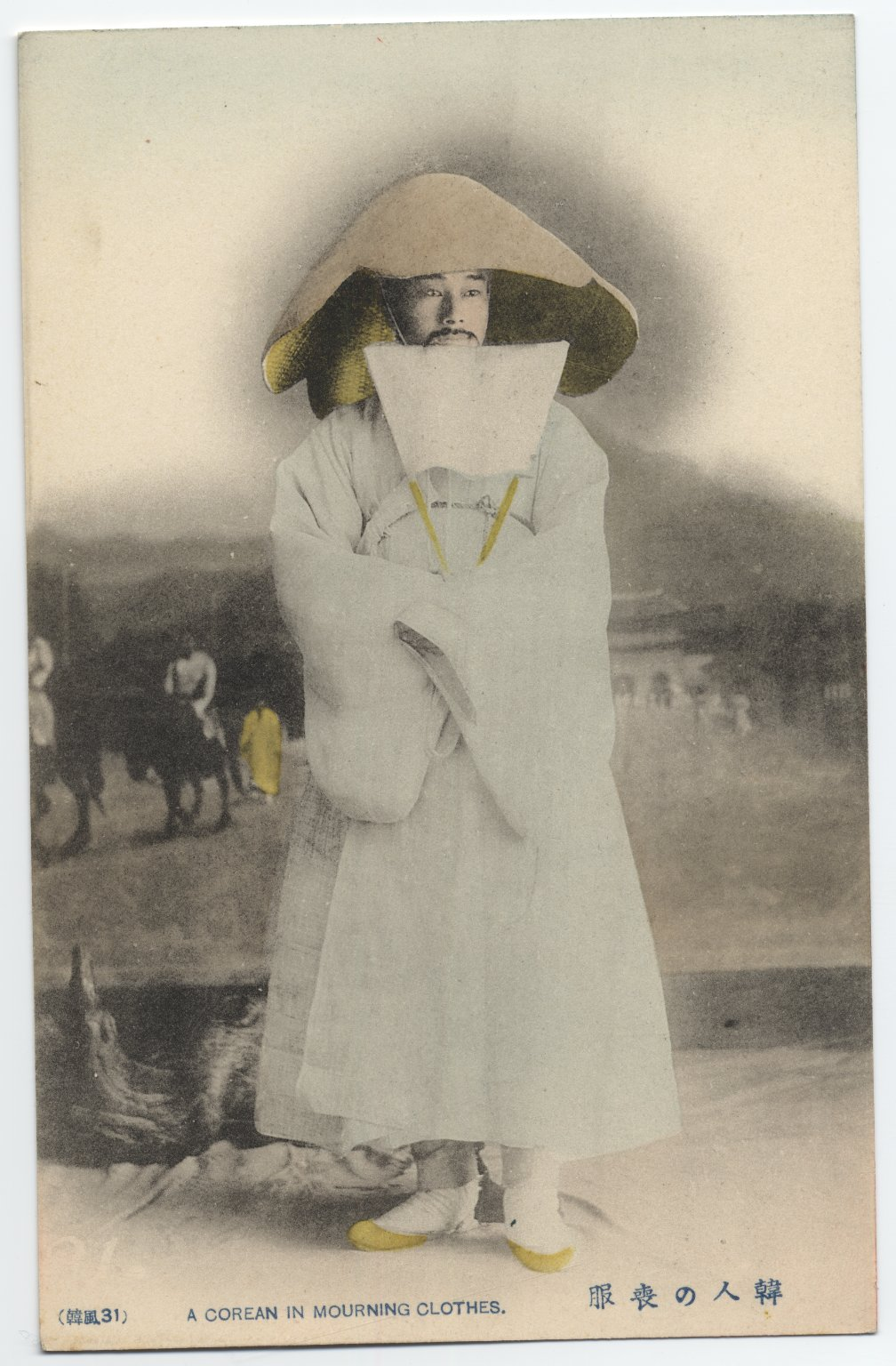
상복을 입은 조선인
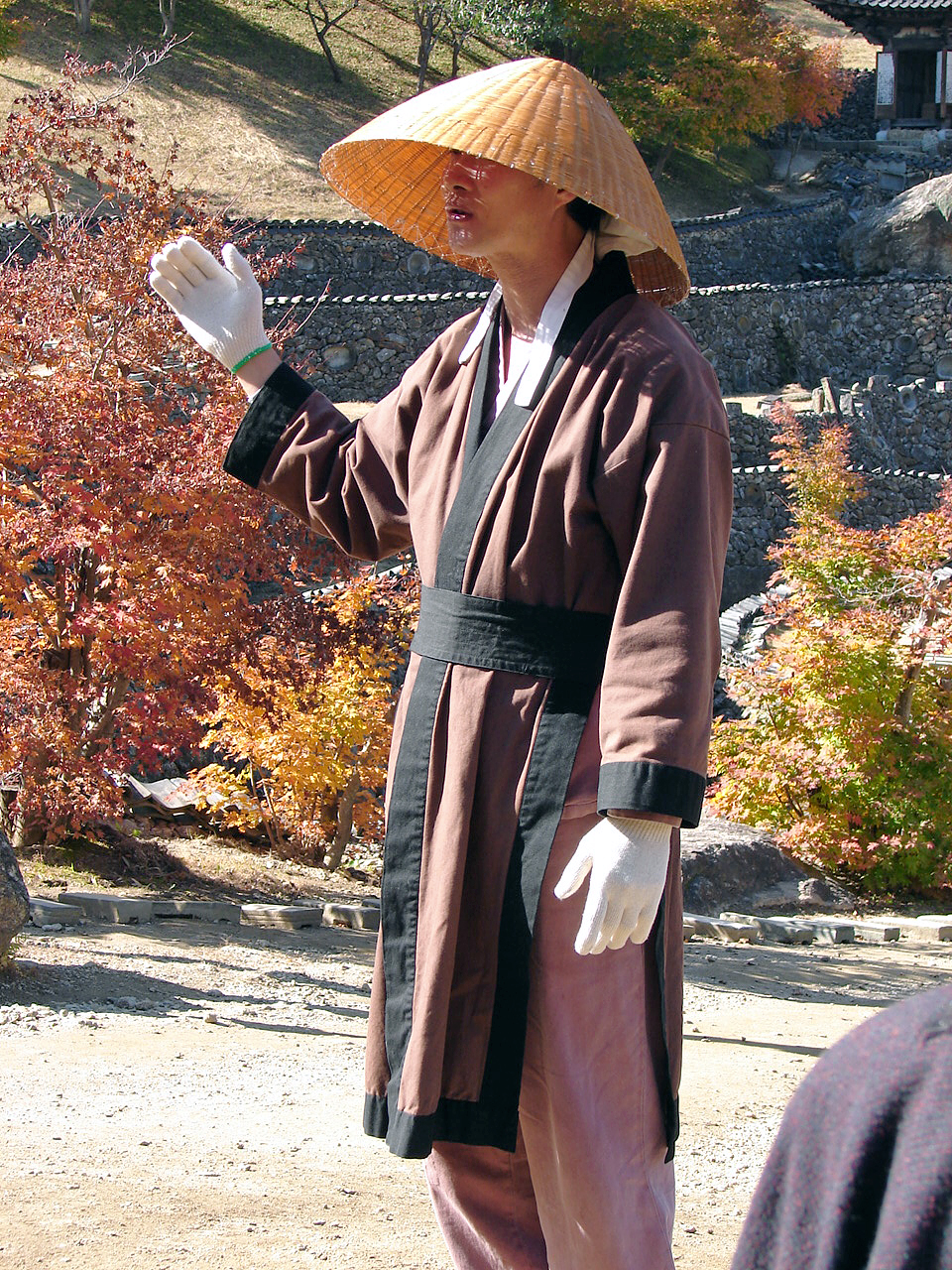
삿갓 의상
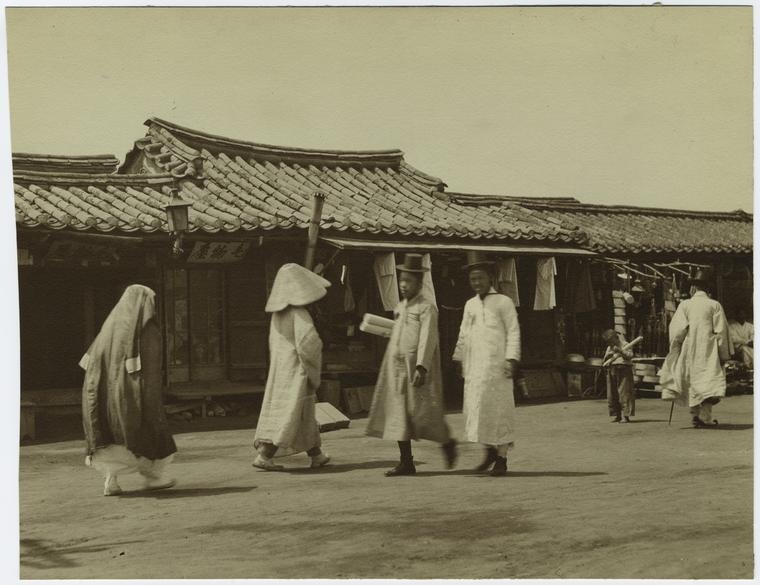

### 기타

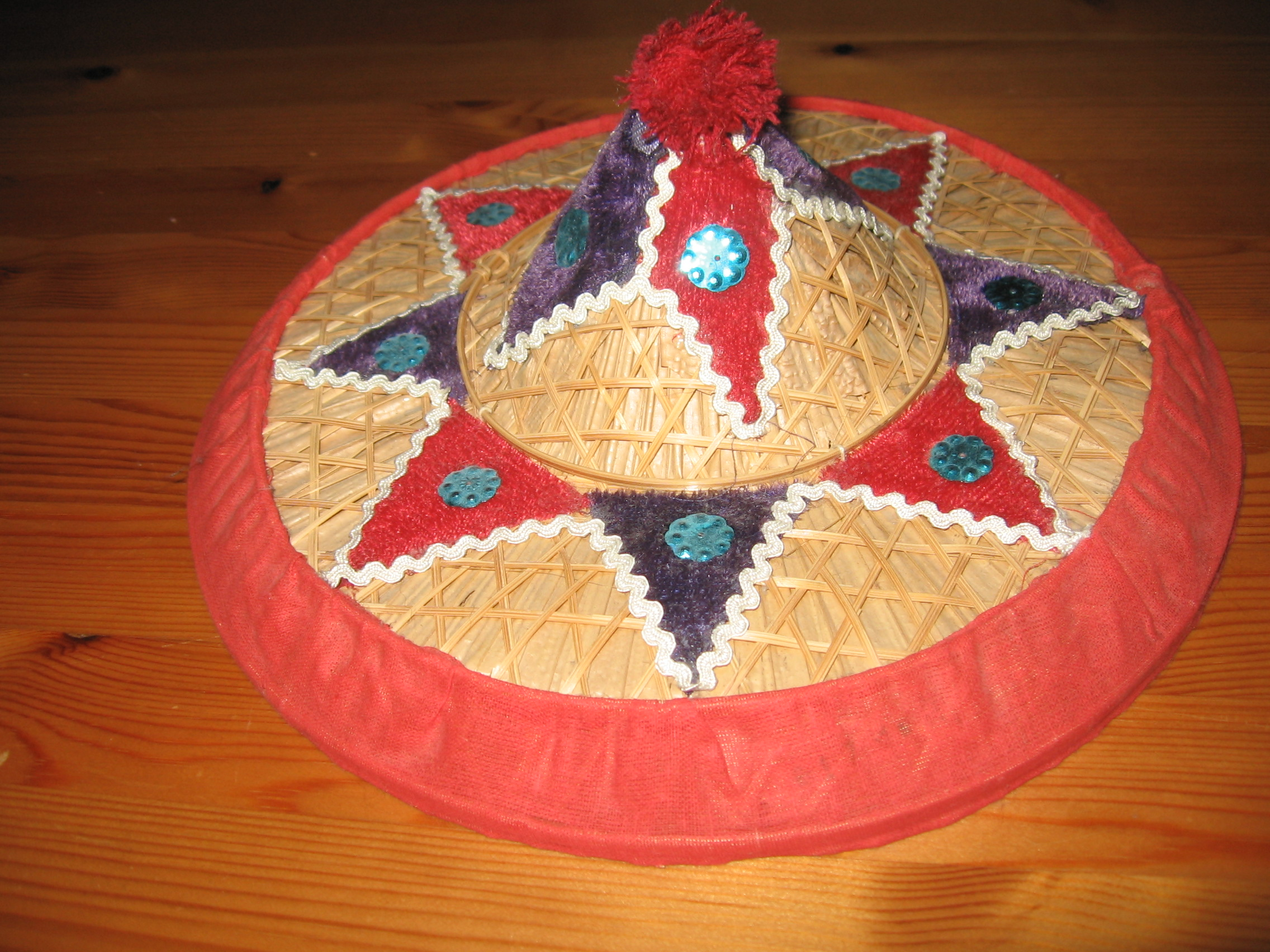
인도 아삼 지방의 자피
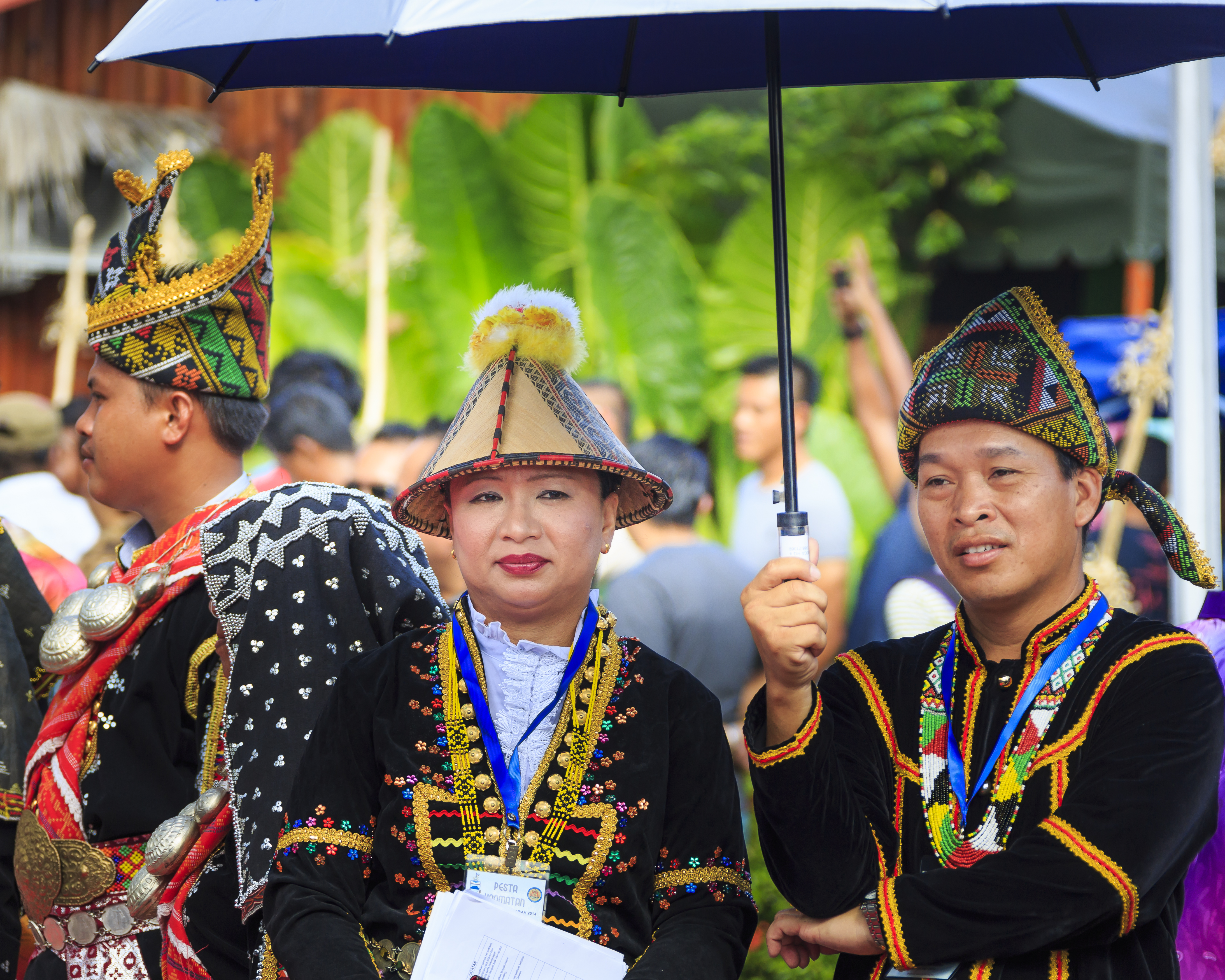
말레이지아 사바 주
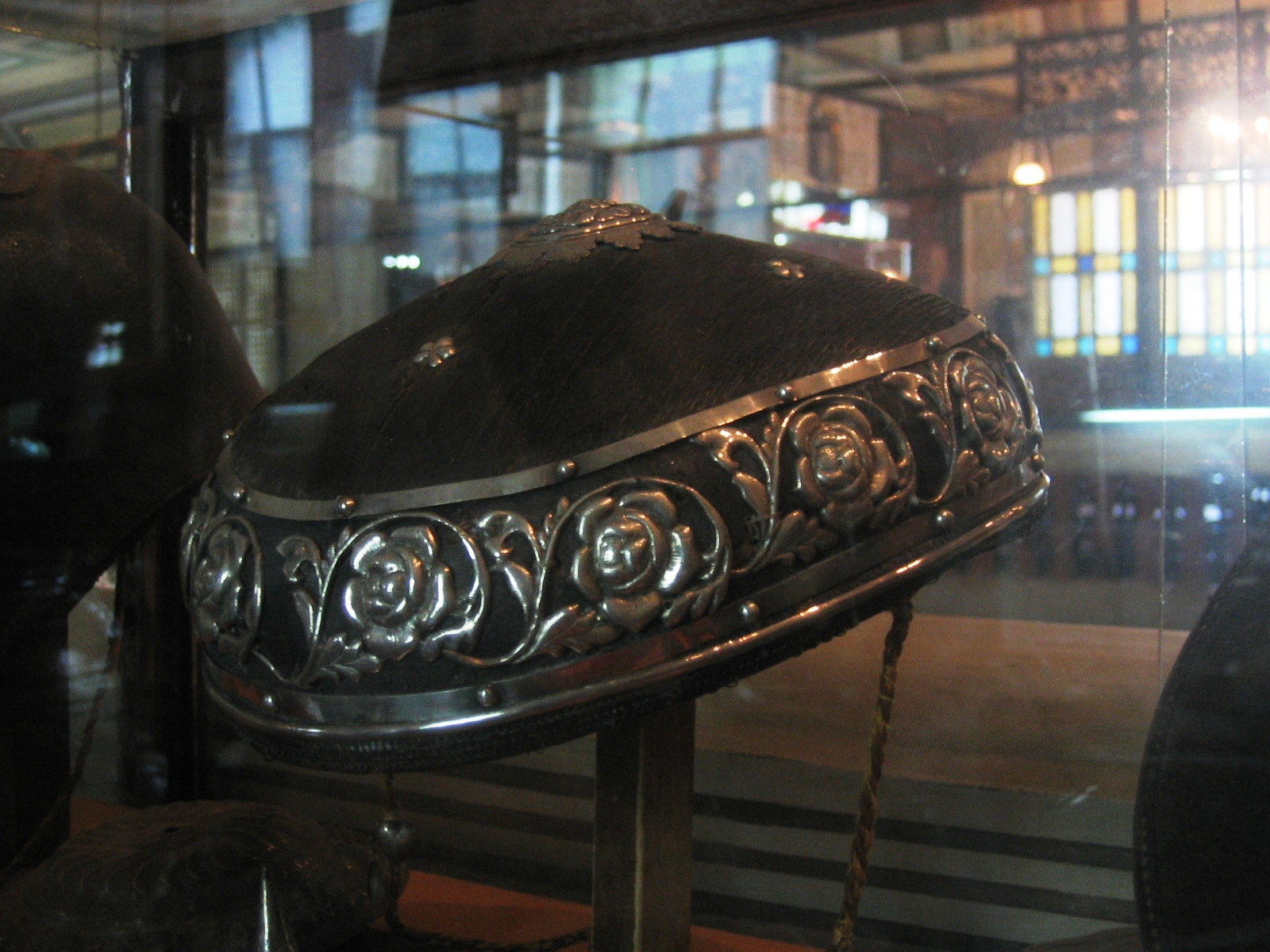
필리핀 거북껍질로 만든 살라콧
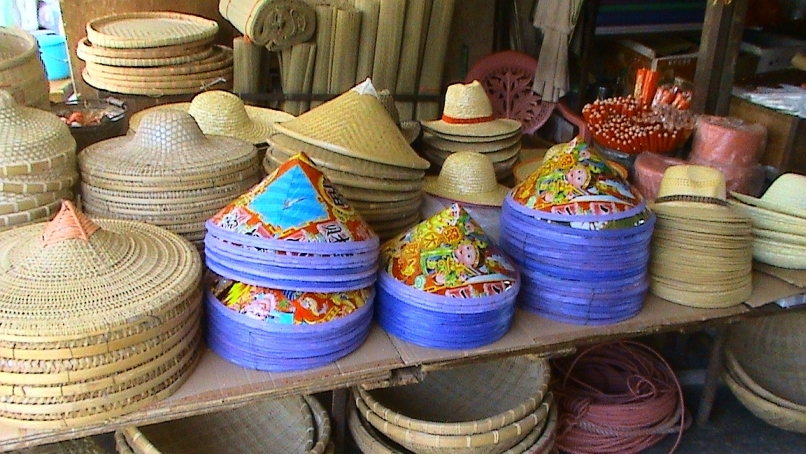
하이난의 도우리
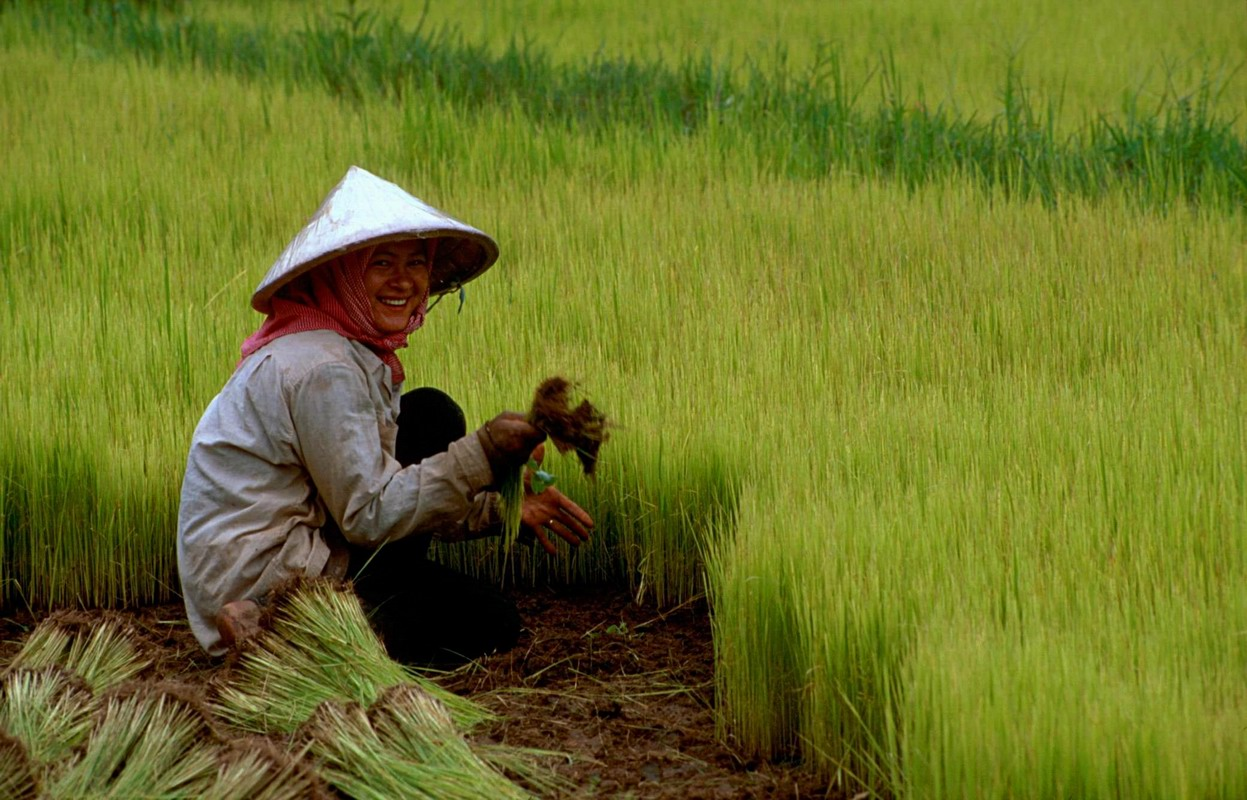
도운을 쓴 캄보디아 농민

## 같이 보기
- 전모
- 갈모
- 도롱이
- 김삿갓